# Hayden Stoeckel
Hayden Ernest Stoeckel (Renmark, 10 de agosto de 1984) é um nadador australiano que conquistou uma medalha de bronze nos Jogos Olímpicos de Londres de 2012 na prova do revezamento 4x100 metros medley.